# Magda Nunatak
Magda Nunatak är en nunatak i Antarktis. Den ligger i Sydshetlandsöarna. Argentina, Chile och Storbritannien gör anspråk på området. Toppen på Magda Nunatak är 233 meter över havet.
Terrängen runt Magda Nunatak är huvudsakligen kuperad, men åt nordost är den platt. Havet är nära Magda Nunatak österut. Trakten är glest befolkad. Närmaste befolkade plats är Commandante Ferraz Station, 9,4 kilometer nordväst om Magda Nunatak. 